# Mejdounarodnaïa (métro de Saint-Pétersbourg)
Pour les articles homonymes, voir Mejdounarodnaïa.
Mejdounarodnaïa (en russe : Международная) est une station de la ligne 5 du Métro de Saint-Pétersbourg. Elle est située dans le raïon de Frounzé, à Saint-Pétersbourg en Russie.
Mise en service en 2012, elle est desservie par les rames circulants sur la ligne 5.

## Situation sur le réseau

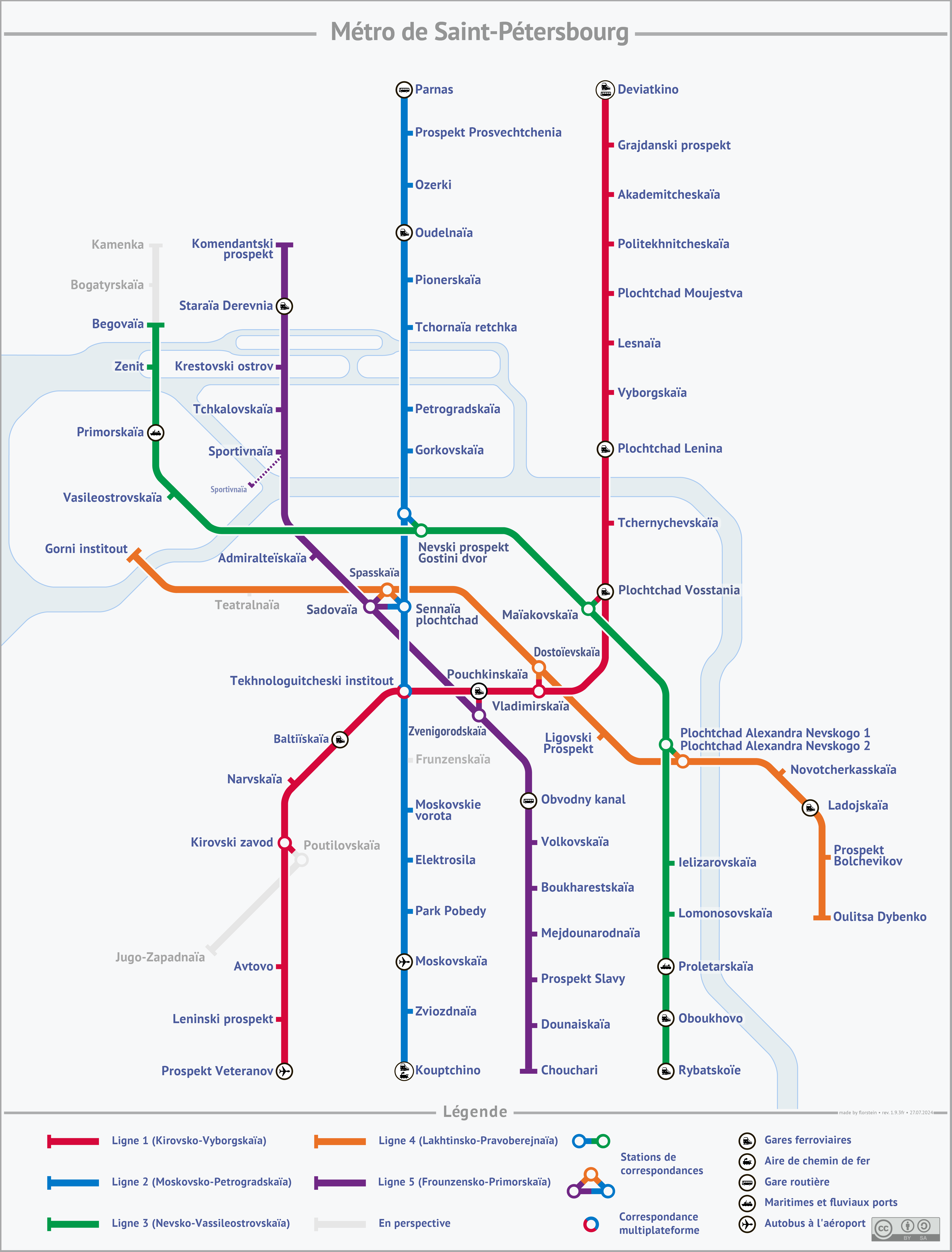
Plan du métro.

Établie en souterrain, à 63 mètres de profondeur, Mejdounarodnaïa est une station de passage de la ligne 5, du métro de Saint-Pétersbourg. Elle est située entre la station Bukharestskaïa, en direction du terminus nord Komendantski prospekt, et la station Prospekt Slavy, en direction du terminus sud Chouchary.
La station dispose d'un quai central encadré par les deux voies de la ligne. 

## Histoire
La station Mejdounarodnaïa est mise en service le 28 décembre 2012, lors de l'ouverture de la section de Volkovskaïa à Mejdounarodnaïa.

## Services aux voyageurs

### Accès et accueil
Elle dispose en surface, d'un hall d'accès, au rez-de-chaussée d'un immeuble commercial. Situé au nord de la station, il est relié au quai par un tunnel en pente équipé de quatre escaliers mécaniques.

Installations
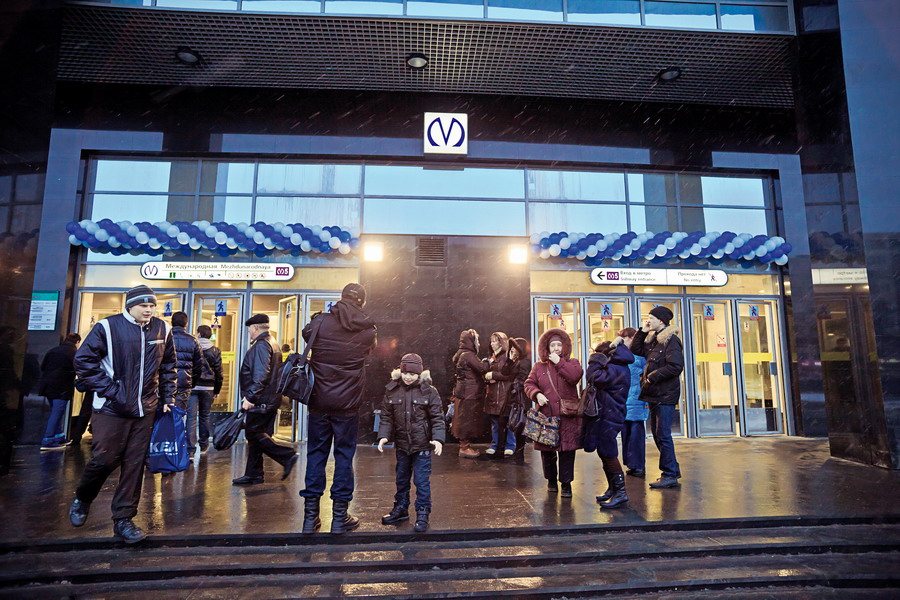
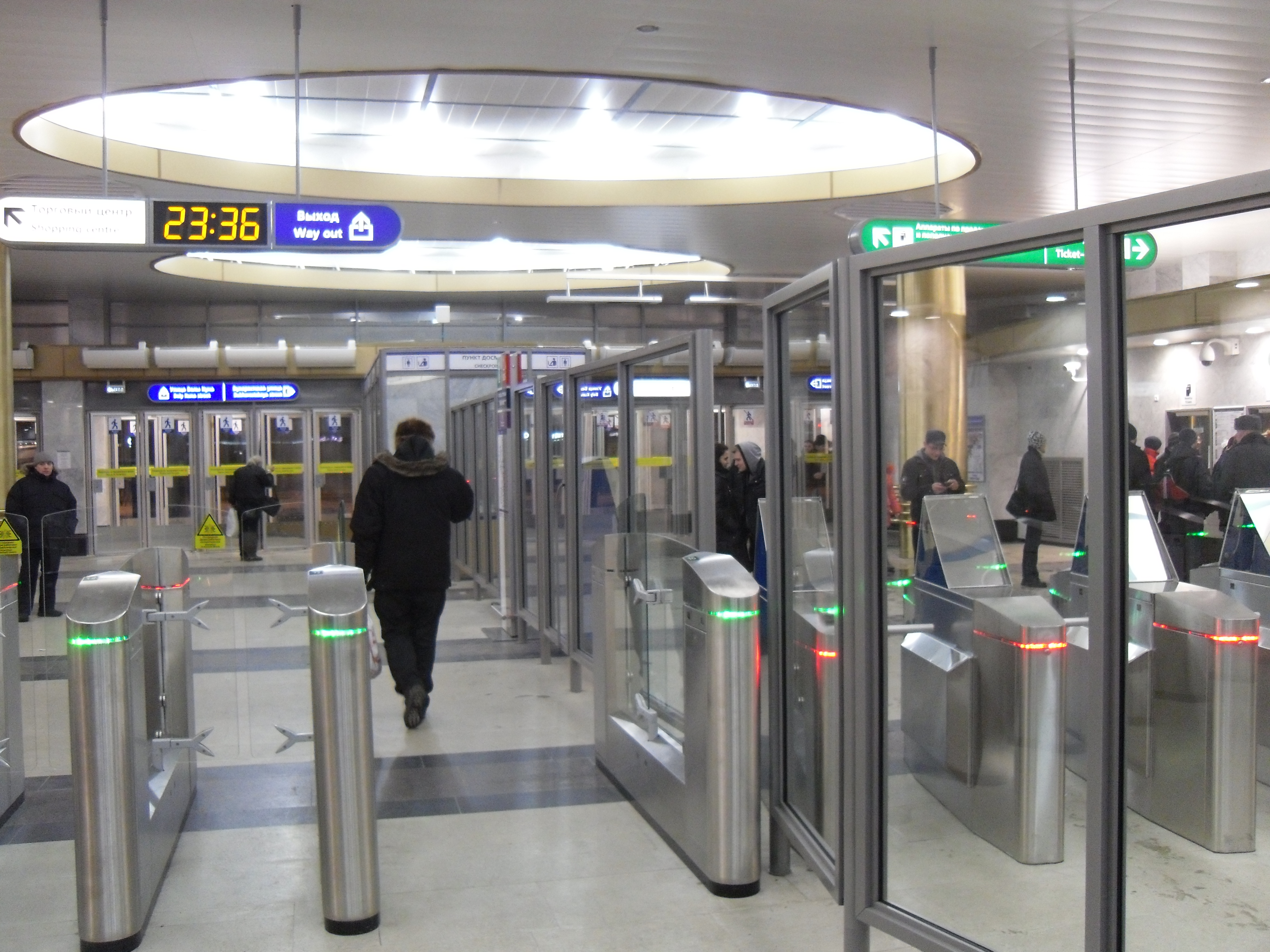
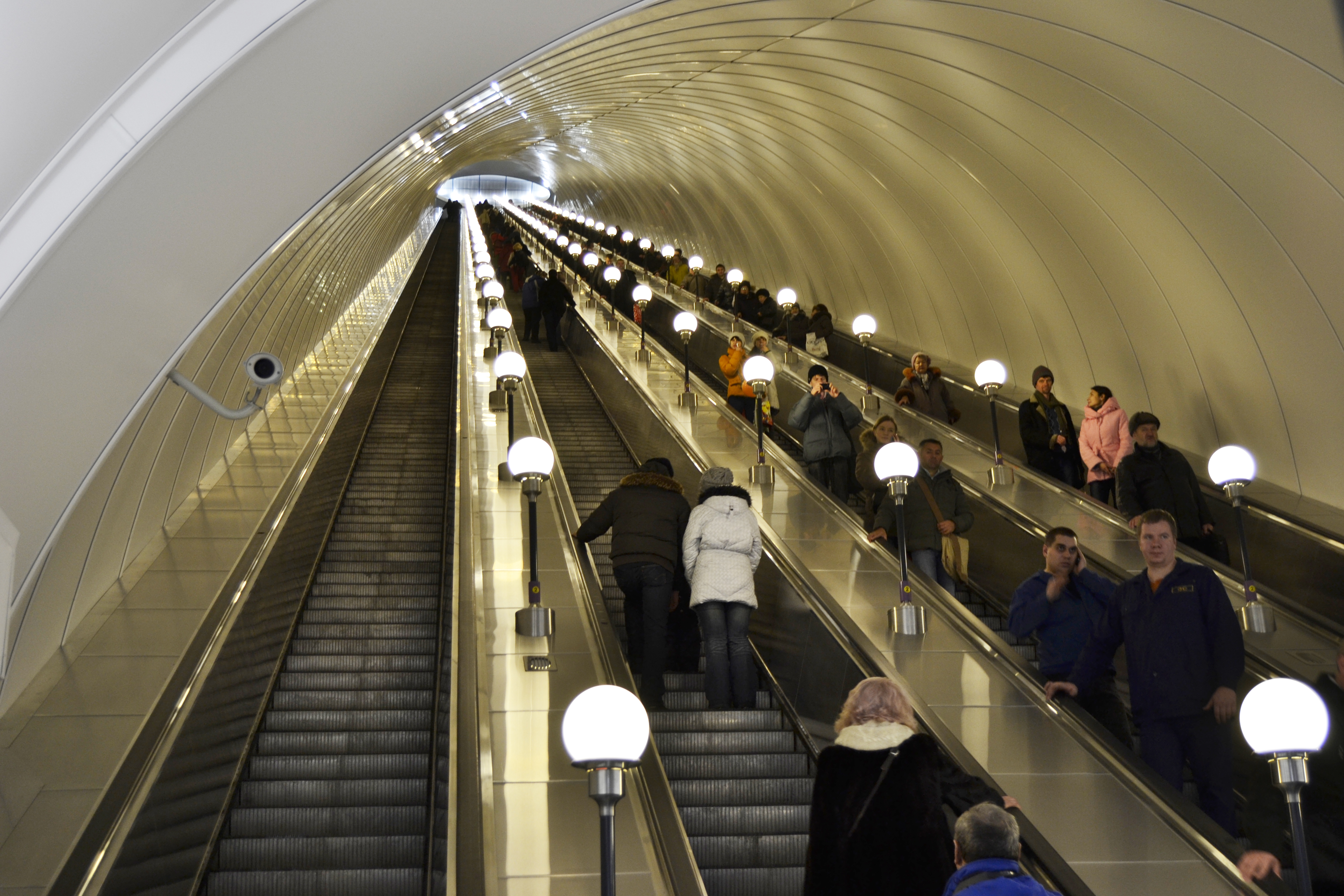

### Desserte
Mejdounarodnaïa est desservie par les rames de la ligne 5 du métro de Saint-Pétersbourg.

Installations et desserte
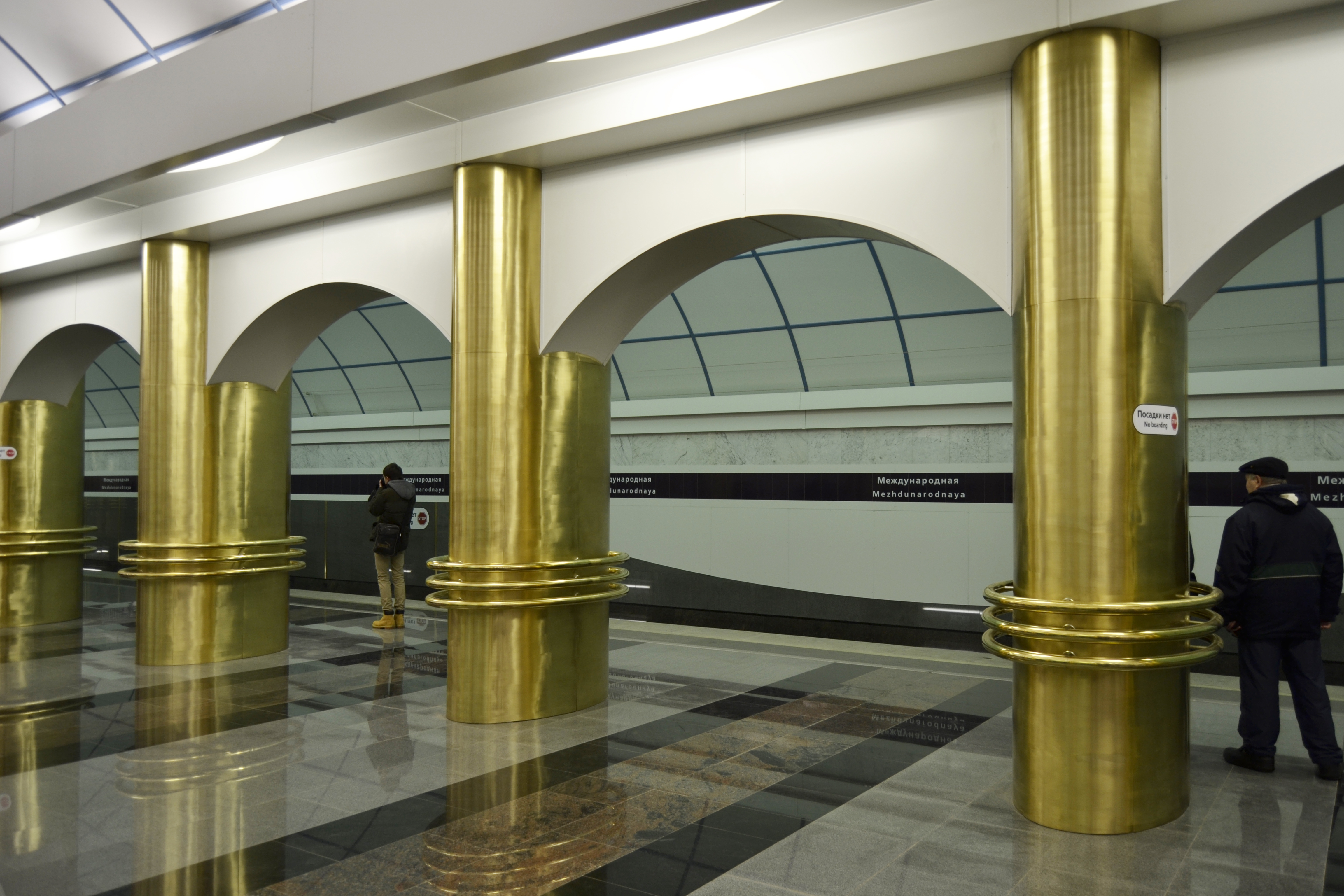
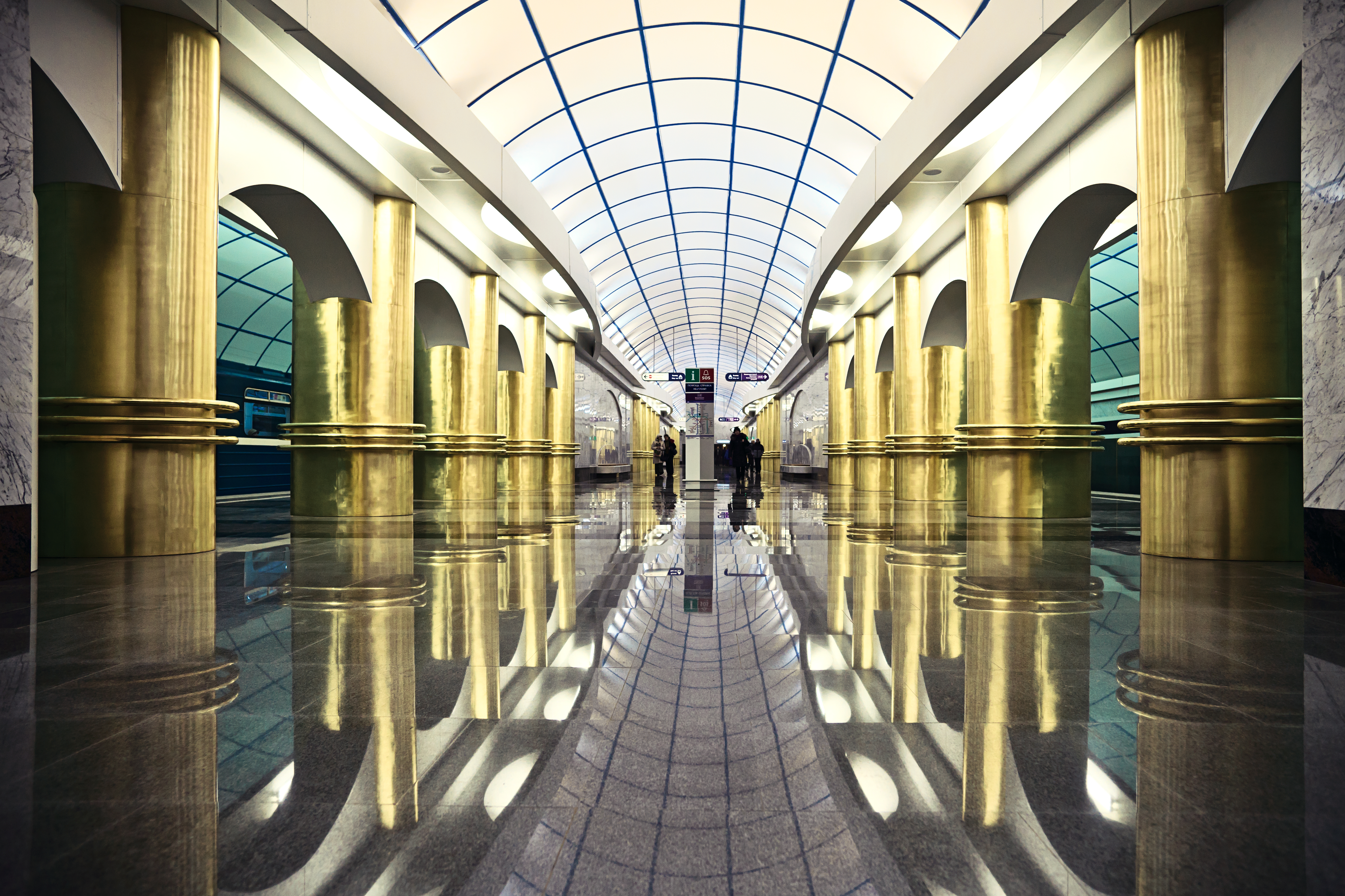
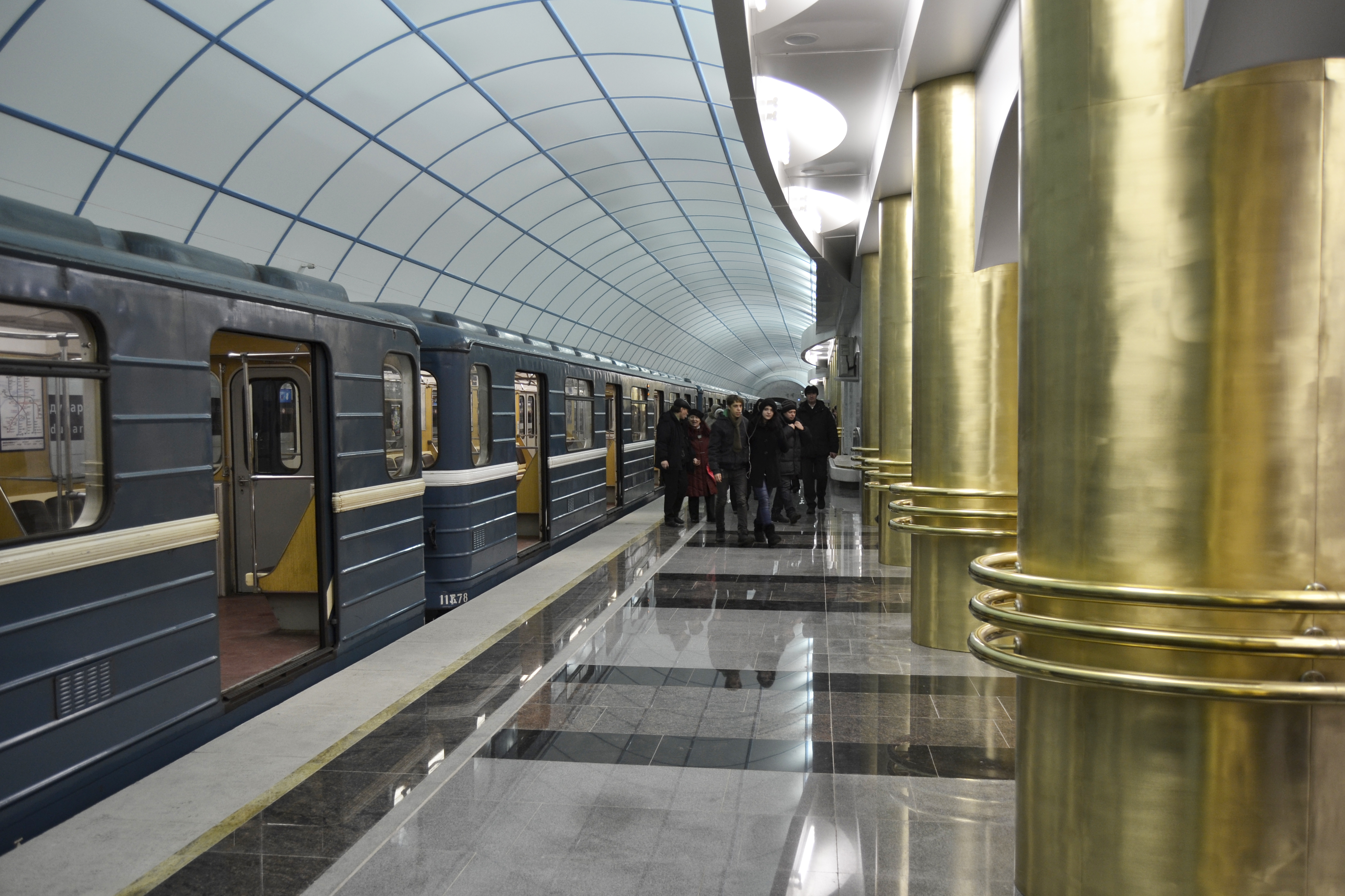

### Intermodalité
À proximité : une station du tramway de Saint-Pétersbourg est desservie par les lignes 25, 43, 45 et 49 ; un arrêt des trolleybus de Saint-Pétersbourg est desservi par les lignes 35 et 36 ; et des arrêts de bus sont desservis par plusieurs lignes.